# Graptocullia sagittata
Graptocullia sagittata är en fjärilsart som beskrevs av Köhler 1952. Graptocullia sagittata ingår i släktet Graptocullia och familjen nattflyn. Inga underarter finns listade i Catalogue of Life.